# Ivan Nifontov
Ivan Nifontov (rusky Иван Нифонтов), (* 5. června 1987 v Pavlodaru, Sovětský svaz) je ruský zápasník – judista, majitel bronzové olympijské medaile z roku 2012.

## Sportovní kariéra
S bojovými sporty začal v rodném Pavlodaru na území dnešního Kazachstán. V roce 1997 se s rodinou přestěhoval do Barnaul, kde se na doporučení Gennadije Mokšina začal věnovat judu pod vedením Igora Voťakova. V roce 2003 se poprvé dostal do juniorského reprezentačního výběru Ruska, ale v nominacích na mistrovské turnaje doplácel na silnou konkurenci. V roce 2005 si ho tehdejší juniorský reprezentační trenér Dmitrij Sergejev stáhl do Rjazaně. Je vyznavačem taktického juda, trestá jakékoliv zaváhání soupeře v bodový zisk.
V roce 2007 reprezentoval Rusko na univerziádě v Bangkoku. Ziskem 5. místa však trenéry seniorského reprezentačního výběru neoslnil a do roku 2009 se na velkém podniku již neobjevil. Změna nastala s příchodem nového trenéra Ezia Gamby, který ocenil jeho sofistikovaný (taktický) způsob boje. Poprvé mu dal příležitost hned v roce 2009 na mistrovství Evropy a byla z toho zlatá medaile. Výbornou formu potvrdil o několik měsíců později kdy titul mistra Evropy přetavil v titul mistra světa. V roce 2010 jako většina judistů doplatil na radikální změny pravidel.
Jeho největším rivalem v reprezentaci byl před rokem 2012 Dagestánec Siražudin Magomedov, se kterým svedl úspěšnou nominační bitvu o olympijské hry v Londýně. Gamba mu věřil i přes vážné zranění nohy, které prodělal na začátku roku 2012 po turnaji mistrů. Podobně jako v roce 2009 se za důvěru odvděčil bezchybným výkonem na vrcholném, olympijském turnaji. Nestačil pouze na v životní formě bojujícího Jihokorejce Kim Če-poma a získal bronzovou olympijskou medaili.

### Vítězství
- 2011 - 1x světový pohár (Rio de Janeiro)
- 2010 - 1x světový pohár (Moskva)
- 2013 - turnaj mistrů (Ťumeň)
- 2014 - 1x světový pohár (Abú Dhabí)
- 2015 - 1x světový pohár (Montevideo)

## Výsledky
| Turnaj             | 2009             | 2010             | 2011             | 2012             | 2013             | 2014             | 2015             |
| Turnaj             | 22               | 23               | 24               | 25               | 26               | 27               | 28               |
| Turnaj             | polostřední váha | polostřední váha | polostřední váha | polostřední váha | polostřední váha | polostřední váha | polostřední váha |
| ------------------ | ---------------- | ---------------- | ---------------- | ---------------- | ---------------- | ---------------- | ---------------- |
| Olympijské hry     |                  |                  |                  | 3.               |                  |                  |                  |
| Mistrovství světa  | 1.               | úč.              | 7.               |                  | 5.               | 3.               |                  |
| Evropské hry       |                  |                  |                  |                  |                  |                  | 2.               |
| Mistrovství Evropy | 1.               | —                | —                | —                | —                | —                |                  |